# Rugby a 15 nel 1964

## Attività Internazionale

### Tornei Internazionali per club
Nel 1964 si disputa una nuova competizione, organizzata dalla FIRA. Se ne disputeranno solo due edizioni, entrambe vinte da squadre rumene.
|  | Coppa dei Campioni | Grivita Rosie |

### Altri test ufficiali
Spicca la tradizionale sfida tra Romania e Francia
| Nivelles 5 aprile 1964 | Belgio | 6 – 3 | Paesi Bassi |  |

| 11 ottobre 1964 | Paesi Bassi | 5 – 18 | Germania |  |

| 31 ottobre 1964 | Germania Ovest | 11 – 3 | Belgio |  |

| Bucarest 15 novembre 1964 | Romania | 19 – 3 | Germania Ovest | Dinamo Stradion |

| Arbitro: | Kevin Kelleher |

| |            | |
| mete: Wusek c.p.: Penciu | Marcatori  | mete: G Camberabero, Gachassin Drop: |
| 15.A. Penciu, 14.M. Wusek, 13.Gheorghie Dragomirescu-Rahtopol, 12.Valeriu Irimescu, 11.Paul Ciobanel, 10.Rene Chiriac, 9.Constantin Stanescu, 8.Radu Demian, 7.Mircea Rusu, 6.Viorel Morariu (c), 5.Vasile Rusu, 4.Cristache Preda, 3.Gheorghie Drobota, 2.Alexandru Ionescu, 1.Teodor Radulescu | Formazioni | 15.Paul Dedieu, 14.Jean Gachassin, 13.Jean Capdouze, 12.Jean Pique, 11.Christian Darrouy, 10.Guy Camberabero, 9.Lilian Camberabero, 8.Andre Herrero, 7.Michel Crauste (c), 6.Michel Sitjar, 5.Walter Spanghero, 4.Benoit Dauga, 3.Arnaldo Gruarin, 2.Yves Menthillier, 1.Jean-Claude Berejnoi |

| Kuala Lampur 1964 | Malaysia | 6 – 6 | Thailandia |  |

### Altri incontri
| Bruxelles 11 novembre 1964 | Belgio | 6 – 14 | Fiandre |  |

| Suva 27 luglio 1964 | Figi | 9 – 26 | New Zealand Māori |  |

## La Nazionale italiana
La nazionale italiana disputa il solo tradizionale test match con la Francia e quello con la Germania, anche se si reca in Irlanda e Belgio per due brevi tour.
| Dublino 31 dicembre 1963 | Blackrock | 0 – 5 | Italia XV |  |

| Dungannon 2 gennaio 1964 | Dungannon | 3 – 3 | Italia XV |  |

| Arbitro: | Siccardi |

| |           |             |
| 10' c.p. R. Martini 14' m. Ambron tr R. Martini 22' m. Lanfranchi 65' drop R. Martini 75' m. E. Fusco | Marcatori | 62' m. Koss |

| Arbitro: | Gilland |

|                     |           |                                             |
| 66' drop R. Martini | Marcatori | 13' 29' 65' c.p. Albaladejo 79' m. Boniface |

| Liegi 7 maggio 1964 | Belgio | 3 – 34 | Italia XV |  |

| Dacourt 10 maggio 1964 | Selezione di Liegi | 8 – 65 | Italia XV |  |

## I Barbarians
Nel 1964 la squadra ad inviti dei Barbarians ha disputato i seguenti incontri:
| Northampton 5 marzo 1964 | East Midlands | 13 – 11 | Barbarians |  |

| Cardiff 1º ottobre 1964 | Cardiff RFC | 8 – 12 | Barbarians | Arms Park |

| Leicester 28 dicembre 1964 | Leicester Tigers | 12 – 11 | Barbarians | (Welford Road) |

## Campionati nazionali
| Sudafrica            | Currie Cup               | Western Province        |
| Nuovo Galles del Sud | Shute Shield             | Northern Suburbs        |
| Argentina            | Camp. di Buenos Aires    | CASI                    |
|                      | Argentino                | Buenos Aires            |
| Francia              | Campionato 1963-64       | Pau                     |
|                      | Challenge Yves du Manoir | Beziers                 |
| Inghilterra          | Campionato delle Contee  | Warwickshire            |
| Irlanda              | Interprovinciale         | Leinster Rugby          |
| Italia               | Campionato               | Rugby Rovigo            |
| Romania              | Campionato               | Steaua Bucarest         |
| Portogallo           | Coppa                    | Belenenses              |
| Spagna               | Copa del Rey             | Real Canoe Madrid       |
| Brasile              | Campionato               | São Paulo Athletic Club |